# Мукбіль ібн Гаді
Мукбіль ібн Гаді (араб. مقبل بن هادي الوادعي, повне ім'я — Мукбіль ібн Гаді ібн Мукбіль ібн Ка'іда аль-Хамдані аль-Ваді'і аль-Халлана з роду Аль Рашид), відомий також як Аль-Ваді — мусульманський богослов, мухаддіс. Один з проповідників салафізму на території Ємену і засновник інституту Дар аль-Гадіс в маленькому містечку Даммадж, за 250 км на північ від Сани.

## Біографія
Мукбіль ібн Гаді народився в містечку Вадіана, на схід від Сааді, в долині Даммадж. Початкову освіту здобув у місцевій школі, але після її закінчення довгий час не мав можливості здобувати освіту. Через деякий час він покинув Ємен і вирушив до Мекки і Медини (Саудівська Аравія). Тут він відвідував різні лекції місцевих улемів, поєднуючи навчання і роботу охоронця в одному з будинків Мекки.
Після повернення на батьківщину Мукбіль ібн Гаді починає відкрито засуджувати деякі звичаї і традиції місцевих жителів: жертвоприношення не Аллаху, спорудження мечетей і мавзолеїв над могилами «святих», прохання допомоги у померлих тощо. Розлючені цими діями, деякі з тутешніх шиїтів закликали вбити його, а інші написали лист його батькам з погрозами заарештувати його. Однак потім шиїти дозволили йому вчитися разом з ними, але згодом Мукбіль ібн Гаді відмовився від вивчення деяких книг шиїтського і мутазилітського толку і надалі вчився тільки граматиці арабської мови.
Після початку революції в Ємені, сім'я Мукбіля переселилася в Наджран, де протягом двох років він навчався арабської мови у Абуль-Хусейна Маджд ад-Діна аль-Муїда. Потім він вирушив до Неджда і півтора місяця вчився у школі з вивчення Корану, яким керував шейх Мухаммад ібн Сінан аль-Хада. Мухаммад ібн Сінан радить йому вступити в Мединський ісламський університет, але Мукбіль ібн Гаді відправляється в Мекку, де днем працює, а вночі відвідує різні уроки, в тому числі уроки шейха Ях'ї ібн Усмана аль-Бакістані по Тафсиру Ібн Касира, Сахих аль-Бухарі та Мусліма. Після відкриття університету в Мецці, він вступив туди. Переселивши свою сім'ю з Наджрана в Мекку, Мукбіль ібн Гаді протягом 6 років навчався в стінах мечеті Аль-Харам.
Після випуску з Мекканського університету, Мукбіль ібн Гаді переселився в Медину, щоб навчатися в тутешньому Ісламському університеті. Він вступив на факультети «призову» (да'ват) і «основ релігії» (усуль ад-дін) і успішно закінчив їх. Потім він записується на курси з хадисознавства і здобуває ступінь магістра.
Шейх Мукбіль ібн Гаді помер в Джидді (Саудівська Аравія) у 2001 році і був похований на мекканському кладовищі аль-Адль, поруч з двома іншими відомими улемами: Абдуль-Азізом ібн Базом і Мухаммадом ібн Саліхом аль-Усайміном.

## Вчителі
Серед численних вчителів і шейхів варто відзначити Абдуль-Азіза ібн База (Верховний муфтій Саудівської Аравії), Мухаммада Насіруддін аль-Албані, Мухаммада аль-Аміна аль-Місрі та інших видатних діячів ісламу.